# Bujanovac
Bujanovac (serbocroata cirílico: Бујановац, pronunciado /búyanovats/; en albanés: Bujanoci) es un municipio y villa de Serbia perteneciente al distrito de Pčinja del sur del país.
En 2011 se supone oficialmente que el municipio tiene 18 067 habitantes, pero no es posible determinarlo con exactitud debido a que los albaneses o albanokosovares del municipio boicotearon el censo. Oficialmente viven aquí 12 989 serbios, 4576 gitanos y 244 albaneses, pero por censos anteriores se estima que este último grupo está formado por varios miles, teniendo el municipio una población estimada de cuarenta mil habitantes.
Se ubica a orillas del río Morava meridional, unos 10 km al suroeste de Vranje.

## Pedanías
Junto con la villa hay 58 pedanías:
| - Baraljevac - Biljača - Bogdanovac - Božinjevac - Borovac - Bratoselce - Breznica - Brnjare - Buštranje - Čar - Dobrosin - Donje Novo Selo - Drežnica - Đorđevac - Gramada - Gornje Novo Selo - Jablanica - Jastrebac - Karadnik - Klenike | - Klinovac - Končulj - Košarno - Krševica - Kuštica - Letovica - Levosoje - Lopardince - Lučane - Lukarce - Ljiljance - Mali Trnovac - Muhovac - Negovac - Nesalce - Oslare - Pretina - Pribovce - Rakovac - Ravno Bučje | - Rusce - Samoljica - Sebrat - Sejace - Spančevac - Srpska Kuća - Sveta Petka - Starac - Suharno - Trejak - Turija - Uzovo - Veliki Trnovac - Vogance - Vrban - Zarbince - Žbevac - Žuželjica |